# راينهارد مور
راينهارد مور (بالألمانية: Reinhard Mohr)‏ (و. 1955  م) هو صحفي، وكاتب ألماني.